# 島根県立出雲高等学校
島根県立出雲高等学校（しまねけんりつ いずもこうとうがっこう, 英: Shimane Prefectural Izumo Senior High School）は、島根県出雲市今市町にある県立の高等学校。通称「山高」（やまこう）。

## 概要
歴史
1920年（大正9年）に島根県女子師範学校に再併設された「島根県立今市高等女学校」を前身とする。2020年（令和2年）に創立100周年を迎えた。
設置課程・学科
全日制課程 2学科
- 普通科
- 理数科

学区
普通科は、旧平田市と出雲市外からの入学者が入学定員の5％に制限されている。
理数科は全県学区。
県外入学枠は全校で4名（普通科については地域外5％枠に含まれる。）
通学圏
上記の制約もあり、通学する生徒は、合併前の出雲市内在住が多いが、平田市、大社町、佐田町、湖陵町、多伎町、斐川町等新出雲市、大田市、雲南市、松江市などからも通学している。
校訓（基本理念）
「久徴の精神」
「久徴」（きゅうちょう）という言葉は「中庸」第26章前段の「至誠無息 不息則久 久則有徴」（故に至誠は息（や）むこと無し。息まざれば即ち久し、久しければ則ち徴あり）に由来する。
学園の指標
1. 自主自立の精神に富み、気品高き自治の学園
2. 誠実、勤勉にして、社会的秩序を重んずる学園
3. 職員、師弟、校友相睦み合う、友愛協和の学園

校章
校名の「出雲」にちなみ「雲」の絵を背景にして、「高」の文字（旧字体）を置いている。
校歌
1951年（昭和26年）に制定。作詞は竹友藻風、作曲は長谷川良夫による。歌詞は2番まであり、両番に校名の「出雲」が登場する。真島俊夫編曲の吹奏楽版もあり、式典行事等で演奏されている。
同窓会
「久徴会」（きゅうちょうかい）と称している。各地に支部がある。
久徴園
校舎の後方にある植物園。平田駒太郎により大成されたため平田植物園とも呼ばれ、隣接する出雲科学館の研究施設にもなっている。生徒は、1年次はじめに行われる学校施設巡りで一度は久徴園を訪れるが、それ以降訪れたことがある者は少ないとされている。

## 沿革
前史
- 1898年（明治31年）
  - 3月 - 「島根県簸川[2]尋常中学校」（旧制中学校）の設置が島根県知事によって認可される。
  - 5月 - 開校。大町桂月・塩井雨江らが教師として勤務。
- 1899年（明治32年）4月1日 - 「島根県簸川中学校」と改称（校名から「尋常」を除く[3]）。今市町（現・出雲高等学校の校地）に新校舎が完成。
- 1900年（明治33年）4月1日 - 「島根県立簸川中学校」と改称。
- 1901年（明治34年）6月 -「島根県立第三中学校」と改称[4]。
- 1902年（明治35年）- 島根県立第三中学校が大社町鹿城丘に移転。
  - 島根県立第三中学校はその後、数回の改称・改編を経て、1949年（昭和24年）に「島根県立大社高等学校」となった。
  - 島根県立大社高等学校#沿革を参照。

高等女学校時代
- 1903年（明治36年）
  - 4月1日 - 簸川郡今市町に「島根県女子師範学校」が設置される。
  - 6月 - 今市町の島根県立第三中学校跡地に移転。
- 1907年（明治40年）4月1日 - 島根県女子師範学校に「島根県立今市高等女学校」が併設される。
- 1913年（大正2年）
  - 3月31日 - 島根県立今市高等女学校が廃止される。
  - 9月 - 奥田義人文部大臣、西村保吉知事が来校視察、校舎裏の丘を「久徴園」と命名。
- 1919年（大正8年）1月 - 西村保吉知事、所属教材植物栽培の区域を総称し「平田植物園」と命名。
- 1920年（大正9年）3月 - 島根県女子師範学校に「島根県立今市高等女学校」が再び併設される（創立年）。 7年ぶりに復活。
- 1923年（大正12年）4月 - 島根県女子師範学校の移転[5]により併設を解消。今市町の校地がすべて高等女学校に移管される。
- 1947年（昭和22年）4月1日 - 学制改革（六・三制の実施、新制中学校の発足）
  - 高等女学校の生徒募集を停止（1年生不在）。
  - 新制中学校を併設し（名称:島根県立今市高等女学校併設中学校、以下・併設中学校）、高等女学校1・2年修了者を新制中学校2・3年生として収容。
  - 併設中学校は経過措置としてあくまで暫定的に設置されたため、新たな生徒募集は行われず（1年生不在）、在校生が2・3年生のみの中学校であった。
  - 高等女学校3・4年修了者はそのまま高等女学校に在籍し、その4・5年生となる（4年修了時点で卒業することもできた）。

新制高等学校
- 1948年（昭和23年）4月1日 - 学制改革（六・三・三制の実施、新制高等学校の発足）
  - 高等女学校が廃止され、新制高等学校「島根県立出雲高等学校」（現校名、女子校）が発足。
    - 高等女学校卒業生（5年修了者）を新制高校3年生、高等女学校4年修了者を新制高校2年生、併設中学校卒業生（3年修了者）を新制高校1年生として収容。
    - 併設中学校は新制高校に継承され（名称:島根県立出雲高等学校併設中学校）、在校生が1946年（昭和21年）に入学した3年生のみとなる。
- 1949年（昭和24年）
  - 3月31日 - 併設中学校を廃止（旧制4・5年から新制3年への修業年限の移行が完了）。
  - 4月1日 - 高校三原則に基づく島根県内公立高校の再編により男女共学を開始。
- 1951年（昭和26年）11月 - 校歌を制定。
- 1966年（昭和41年）4月1日 - PTAにより過年度生（卒業生・浪人生）を対象とした補習科（在学期間1年間）が開設される。
- 1969年（昭和44年）4月1日 - 全日制課程に理数科を新設。
- 1971年（昭和46年）4月1日 - 定時制課程（普通科家庭コース（2学級））を新設。
- 1974年（昭和49年）4月1日 - 定時制課程に衛生看護科（1学級）を新設。
- 1975年（昭和50年）7月 - 定時制課程の校舎が完成。
- 1994年（平成6年）10月 - 久徴会館（同窓会館）が完成。
- 2003年（平成15年）5月 - 新校舎建設工事に着手。
- 2004年（平成16年）
  - 4月1日 - 定時制課程 衛生看護科の募集を停止。
  - 6月 - 3号館の改修が完了。
  - 10月 - 鉄筋コンクリート造3階建ての新4号館が完成。
- 2005年（平成17年）12月 - 鉄筋コンクリート造4階建ての新1号館・新2号館が完成。
- 2007年（平成19年）3月31日 - 定時制課程 衛生看護科を廃止。
- 2010年（平成22年）4月1日 - 島根県立宍道高等学校の新設により、定時制課程 普通科の生徒募集を停止。
- 2013年（平成25年）
  - 3月 - スーパーサイエンスハイスクール(2013-2017)に指定される。
  - 3月31日 - 定時制課程 普通科を廃止。
- 2014年（平成26年）4月 - スーパーグローバルハイスクール(2014-2018)に指定される。
- 2018年（平成30年）4月 - スーパーサイエンスハイスクール 2期(2018-2022)に継続指定される。
- 2020年（令和2年）11月 - 出雲高校100周年記念事業による女子部室棟の改築工事の実施。
- 2023年（令和5年）4月 - スーパーサイエンスハイスクール 3期(2023-2027)に継続指定される。

## 学校生活
式典では無地白ソックス着用義務がある。携帯電話は校地内では使用不可。ただし、2021年9月より送迎等の連絡に限って昇降口での使用が許可されるようになった。加えて、遠足や久徴祭期間中などは写真の撮影に限って使用が許可される。
各種試験が3年生はほぼ毎週、1•2年生は月に平均2〜3回程度行われる。試験は年5回の定期試験の他、長期休暇後は課題テスト、校内模試や進研模試などの模擬試験が行われる。模試は金曜日放課後から土曜日にかけて行われることが多い。
修学旅行は存在しないが、1年生関西先端体験研修や、2年生理数科シンガポール海外研修、2年生普通科希望者サンタクララ海外研修が行われている。2011年度（平成23年度）まで1年次にはスキー研修が行われていた。なお、2020年度、2021年度、2022年度はCOVID-19感染拡大防止のため、関西先端科学研修および海外研修は中止され、遠足は規模を小さくして実施。
クラス対抗の球技大会を年2回、「久徴祭」（体育祭と文化祭を含めた学園祭）を年1回開催している。
トイレには雨水の再生水を使っており(一部異なる設備のものもある)、再生水の貯蓄残量が減ると水を流せなくなる場合がある。2023年にはその再生水の不足でトイレの水が流せなくなったために、休校措置をとったことがあった。

## 部活動
運動部
- 野球部

島根県代表として、2016年夏の第98回全国高等学校野球選手権大会に春夏通じて初出場。1回戦で選抜優勝校の智弁学園（奈良）に1対6で敗退。
- 弓道部
- ラグビー部
- バスケットボール部
- サッカー部
- バレーボール部
- ソフトテニス部
- 卓球部
- 陸上部
- 山岳部
- バドミントン部
- 剣道部
- 柔道部
- ソフトボール部
- テニス部
- 水泳部
- ダンス部(PFC)

2023年4月、ダンス同好会からダンス部に昇格。
文化部
- 吹奏楽部

受験準備のため活動期間が2年次12月までの1、2年生のみのバンドである。全日本吹奏楽コンクール(吹コン)に中国支部代表として22回出場している。
2015年（平成27年）14年振りに吹コン全国大会に中国地区代表として出場。その軌跡については「吹部ノート」（オザワ部長　著　ISBN 978-4-584-13690-4）第5章「1・2年生バンド、進学校、短い練習時間……数々のハンデに頭脳で打ち克つ!」にて紹介されている。
2006年（平成18年）3月から4月にかけてアメリカ研修を行い、オーランドでのディズニーオーナーズに参加した。
また、マーチングにも力を入れており、全日本マーチングコンテスト中国大会に出場を果たしている。
毎年12月に行われる定期演奏会では、コンクール演奏曲、ポップス、ステージドリルなど多彩な演目をしている。
- 囲碁・将棋部

島根県代表として、日本棋院主催の全国囲碁大会に団体戦で毎年参加、全国優勝の経験もある。全国高等学校総合文化祭の囲碁部門には、毎年団体戦島根県チームに選手を出している。将棋は、毎年島根県教育長杯などに個人戦で入賞。
- コーラス部 -通称「山コーラス」

1.2年生のみでの活動を行っている。
全国大会に複数回出場しているが、銅賞が多い。合唱の指導者が校内にいないため、生徒中心で活動している。
- 美術部
- 書道部
- 茶道部
- 華道部
- 写真部
- 文芸部
- 自然科学部
  - 物理班
  - 地学班
  - 生物班
  - 化学班
- 演劇部
- 放送部
- 新聞部
- 家庭部
- 弦楽部

2003年（平成15年）に同好会として創設。翌2004年（平成16年）部に昇格。県内の弦楽部、吹奏楽部、管弦楽部との合同オーケストラや、出雲フィルハーモニー交響楽団ジュニアオーケストラに参加している。
- 英会話部 （ESS = English Speaking Society）

## 著名な出身者
- 澄田信義（元島根県知事）
- 岩國哲人（元衆議院議員・元出雲市長）
- 西尾理弘（元出雲市長）
- 塩田元規（アカツキ共同創業者・CEO）
- 錦織健（声楽家）
- 松本侑子（小説家）
- 土江寛裕（元陸上選手・日本陸連短距離副部長・東洋大学法学部准教授）
- 和田季子（山陰放送アナウンサー　2008年8月末で退職）
- 中山和久（京都大学大学院薬学研究科教授）
- 高部眞規子（知的財産高等裁判所所長）
- 園山真希絵（料理研究家）
- 原和之（東京大学大学院准教授）
- 平野俊一（TBSテレビ・ドラマ演出家）
- 今岡春樹（奈良女子大学学長）
- 芹明香（女優） ※中退
- 宮本誉久（ラグビー選手・NECグリーンロケッツ所属）
- 岡野由美子（フリーアナウンサー）
- 大谷厚郎（一畑電気鉄道社長）[要出典]
- 深井龍之介（株式会社COTEN代表）